# Lech Zondek
Lech Zondek (ur. 1 lutego 1952 w Elblągu, zm. 1/4 lipca 1985 w Nimkuku w Nuristanie) – polski emigrant, uczestnik wojny afgańsko-radzieckiej, związany z opozycją demokratyczną w Afganistanie, korespondent wojenny.

## Życiorys
Dzieciństwo i młodość spędził w Grodzisku Mazowieckim. Mieszkał z matką w domu przy ul. Kościuszki 26. Uczęszczał do grodziskiego Liceum Ogólnokształcącego nr 10. W 1978, mając 26 lat, został studentem na Wydziale Psychologii Uniwersytetu Warszawskiego (po roku przeniósł się na Wydział Resocjalizacji). Korzystając ze złagodzonych wówczas w PRL przepisów o ruchu turystycznym, na początku 1981 otrzymał paszport i wyjechał do Wiednia. W ambasadzie Australii złożył podanie o wizę emigracyjną, zamierzając w perspektywie dotrzeć stamtąd do Afganistanu, żeby wziąć udział w wojnie afgańsko-radzieckiej. Po pięciomiesięcznym pobycie w obozie dla uchodźców w Traiskirchen uzyskał wizę i wyjechał do Australii, gdzie dowiedział się o wprowadzeniu w Polsce stanu wojennego.
W Australii rozpoczął starania o uzyskanie tamtejszego paszportu, który ułatwiłby mu podróżowanie po świecie. W ciągu trzech lat oczekiwania na dokument szkolił się i przygotowywał do wyjazdu na wojnę. Podejmował także próby wstąpienia do armii australijskiej. Na życie i planowaną wyprawę zarabiał ciężką pracą w kopalni rudy żelaza na pustyni. Za pierwsze zarobione pieniądze kupił motocykl i karabin z lunetą. Trenował walki wschodnie, został również członkiem klubu Pistol Australia. Ponadto wstąpił na uniwersytet w Melbourne, na którym studiował nauki polityczne. Jednocześnie działał w Konfederacji Wolnych Polaków i współpracował z organizacjami afgańskimi działającymi w Australii, dzięki którym nawiązał pierwsze kontakty z mudżahedinami. W 1983 na kilka miesięcy wyjechał do miejscowości Eucla, żeby w jej północnych okolicach – w australijskim interiorze – pozyskać umiejętności przetrwania w trudnych warunkach. 29 maja 1984 otrzymał paszport australijski i 16 czerwca wyleciał do Pakistanu.
Przez niemal rok jego bazą wypadową był „Khyber Hotel” w przygranicznym Peszawarze, skąd trzykrotnie przedostawał się na teren objętego wojną Afganistanu. Brał udział w walkach, nosząc kapelusz polowy z polskim orzełkiem w koronie. Był kilkakrotnie ranny. Aby przybliżyć światu problem afgański oraz żeby zdobyć środki na utrzymanie, fotografował dla prasy, dokumentując zbrodnie agresora, oraz przekazywał relacje emitowane następnie przez rozgłośnię Głosu Ameryki i Radio Wolna Europa.
Na początku lipca 1985 wraz z grupą instruktorów wojskowych udał się do afgańskiej części Nuristanu. W jednej z osad usiłował uczyć jej mieszkańców podstawowych technik walki wręcz. Kiedy w trakcie pokazu zastosowanym chwytem rozbroił pozorującego atak nożem Afgańczyka, ten – poczuwszy się upokorzony przed obserwatorami – ugodził go ostrzem w rękę i dość poważnie zranił. Rana ręki prawdopodobnie przyczyniła się do jego śmierci podczas samotnej wspinaczki. 4 lipca Zondek oddalił się z obozu, a nazajutrz został znaleziony martwy w dolinie Borgi Matal u podnóża góry, na którą usiłował wejść. Został pochowany w pobliżu miejsca wypadku. Na jego grobie współtowarzysze postawili drewniany krzyż z inskrypcją: „Polish Soldier”, który jednak po pewnym czasie zniknął – przypuszczalnie został zużyty na opał przez okolicznych mieszkańców.
Zondek pozostawił po sobie bogatą korespondencję – od kartki wysłanej do matki tuż po przybyciu do Wiednia, do listu do przyjaciela pisanego na kilka dni przed śmiercią. Regularnie wysyłane najbliższym listy zawierają barwne, a często również dramatyczne opisy życia w podwiedeńskim obozie dla uchodźców, pracy w pustynnej kopalni, polowań w Zachodniej Australii oraz codziennego obcowania z mudżahedinami i walki u ich boku.

## Odznaczenia
- Złoty Krzyż Zasługi z Mieczami (nadany przez prezydenta RP na uchodźstwie Ryszarda Kaczorowskiego)
- Krzyż Oficerski Orderu Odrodzenia Polski[4] (pośmiertnie)

## Pamięć
Jego imię nosi jedna z ulic w Grodzisku Mazowieckim.

## Lech Zondek w filmie
W 2010 powstał czteroodcinkowy serial dokumentalny pt. Polscy mudżahedini, produkcji Discovery Historia, w którym jeden odcinek poświęcono m.in. osobie i dokonaniom Lecha Zondka.